# Эгеберг, Мартин
Мартин Йохан Эгеберг (норв. Martin Johan Egeberg, 7 декабря 1896 — 8 февраля 1977) — норвежский борец греко-римского стиля, призёр чемпионатов мира и Европы.

## Биография
Родился в 1896 году в Осло. В 1922 году стал серебряным призёром чемпионата мира. В 1924 году принял участие в Олимпийских играх в Париже, но занял там лишь 8-е место. В 1927 году стал бронзовым призёром чемпионата Европы. В 1928 году принял участие в Олимпийских играх в Амстердаме, но занял там лишь 14-е место.